# Neoproterozoico

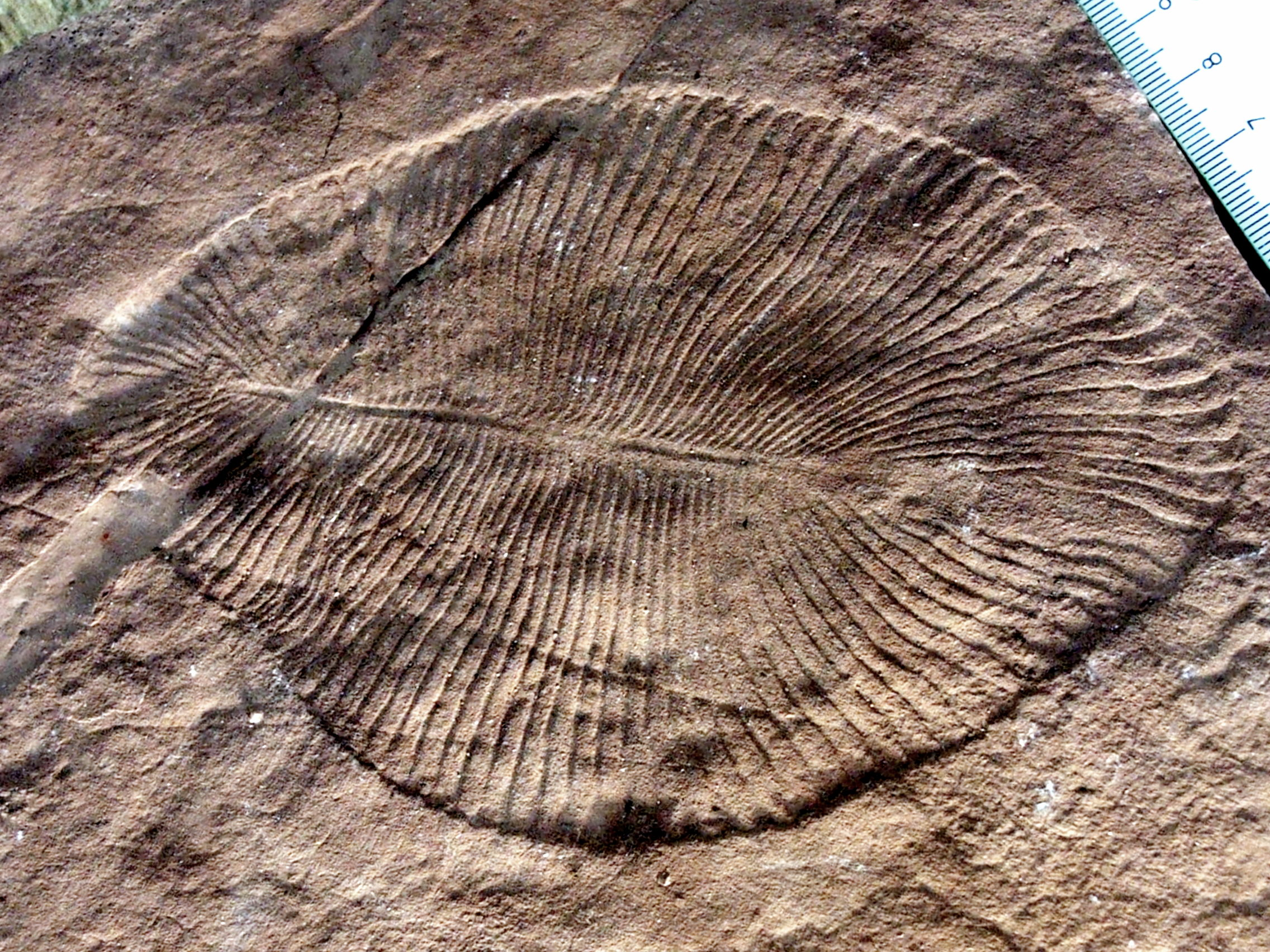
Fóssil em rocha do período Ediacarano, o fóssil na imagem é de um exemplar de Dickinsonia.

O Neoproterozoico é uma era do éon Proterozoico, na escala de tempo geológico, que está compreendida entre há 1000 milhões de anos e 541 milhões de anos, aproximadamente. A era Neoproterozoica sucede a era Mesoproterozoica de seu éon e precede a era Paleozoica do éon Fanerozoico. Divide-se nos períodos Toniano, Criogeniano e Ediacarano, do mais antigo para o mais recente.